# Michinoku (manzana)
Michinoku (en japonés: みちのく) es el nombre de una variedad cultivar de manzano (Malus domestica). 
Un híbrido de manzana del cruce de 'Kitakami' x 'Tsugaru'. Criado en 1959 en la "Estación Experimental de Manzanas de Aomori" Japón. Fue introducido en las redes comerciales en 1981. Las frutas tienen una pulpa firme y jugosa con un sabor suave y dulce. Tolera la zona de rusticidad delimitada por el departamento USDA, de nivel 5.

## Sinónimos
- "みちのく"
- "Michinoko".

## Historia
'Michinoku' es una variedad de manzana, híbrido del cruce de 'Kitakami' x 'Tsugaru'. Desarrollado y criado a partir de Parental-Madre 'Kitakami' mediante una polinización por Parental-Padre con la variedad 'Tsugaru'. Criado en 1959 en la "Estación Experimental de Manzanas de Aomori" Japón. Fue introducido en las redes comerciales en 1981.
'Michinoku' está cultivada en diversos bancos de germoplasma de cultivos vivos tales como en National Fruit Collection (Colección Nacional de Fruta) de Reino Unido con el número de accesión: 1984-114 y Nombre Accesión : Michinoku.

## Características
'Michinoku' árbol de extensión erguida, de vigor moderadamente vigoroso, portador de espuela. Tiene un tiempo de floración que comienza a partir del 26 de abril con el 10% de floración, para el 30 de abril tiene una floración completa (80%), y para el 8 de mayo tiene un 90% caída de pétalos.
'Michinoku' tiene una talla de fruto mediano a grande; forma globosa, con altura de 52,41mm y anchura de 62,88mm; con nervaduras débiles, y corona débil; epidermis tiende a ser dura con color de fondo es verde blanquecino, con un sobre color rojo, importancia del sobre color muy alto, y patrón del sobre color mancha sólida lavado de color rojo oscuro, algo más lavado en las superficies sombreadas, y abundantes lenticelas de color claro, "russeting" (pardeamiento áspero superficial que presentan algunas variedades) bajo; cáliz de tamaño pequeño y parcialmente abierto; pedúnculo de mediano a largo y algo delgado, ubicado en una cavidad profunda en forma de embudo que está rodeada de "russeting" con rayos parduscos que se extienden hasta el hombro; carne de color crema, pulpa firme, crujiente, de grano medio, con un sabor bastante dulce jugoso a muy jugoso.
Su tiempo de recogida de cosecha se inicia a mediados de septiembre. Se mantiene bien durante un mes en cámara frigorífica.

## Usos
Una excelente manzana para comer en postre de mesa.

## Ploidismo
Diploide, auto estéril. Grupo de polinización: A, Día 1.